# 西越方言
西越方言（せいえつほうげん）または上越方言（じょうえつほうげん）、上越弁（じょうえつべん）は、新潟県の上越地域で話される日本語の方言の総称である。越後方言に属す。高田平野を中心に話される高田方言（高田弁）と糸魚川方言（糸魚川弁）に大別され、両者は幾分異なっている。なお青海町の方言は西端越方言として北陸方言に含まれることが多い。

## 音声
裏日本的音声がみられる越後方言であるが、上越方言は裏日本要素が薄く、母音単独拍のイ→エの統合くらいしかみられない。

## アクセント
高田平野は外輪東京式アクセント、糸魚川は中輪東京式アクセント、青海は垂井式アクセントである。

## 文法
概ね東日本方言の特徴を備えるが、否定で「…ん」を用いる点など西日本的な部分もある。ただし中越方言や下越方言のようなウ音便はない。糸魚川方言では全国でも珍しいワ行四段動詞のア音便（カアタ＝買った）がみられる（他では山陰でしかみられない）。推量、勧誘、意思は「…う」で統一されており、ナヤシ方言でみられるような「…ずら」や東北方言、関東方言に特徴的な「…べー」は上越には存在しない。

## 参考
- 飯豊毅一・日野資純・佐藤亮一編（1983）『講座方言学 6 中部地方の方言』国書刊行会
- 遠藤嘉基ほか (1961)『方言学講座』（全4冊）,東京：東京堂
- 岩波講座『日本語11　方言』1977年
- 全国方言文法地図